# Усть-Кожа
Усть-Кожа — деревня в Онежском районе Архангельской области России. Входит в состав Порожского сельского поселения.

## География
Деревня находится в северо-западной части Архангельской области, в подзоне северной тайги, на левом берегу реки Кожи, вблизи места впадения её в реку Онегу, на расстоянии примерно 41 километра (по прямой) к юго-востоку от города Онеги, административного центра района. Абсолютная высота — 32 метра над уровнем моря.

### Климат
Климат характеризуется как умеренно континентальный, влажный, с продолжительной холодной зимой и коротким прохладным летом. Среднегодовая температура воздуха — +0,8 °C. Средняя температура воздуха самого холодного месяца (января) — −12 °C (абсолютный минимум — −45 °C), средняя температура самого тёплого (июля) — +15,9 °С (абсолютный максимум — +34 °C). Продолжительность безморозного периода составляет 106 дней. Годовое количество атмосферных осадков — 529 мм, из которых 369 мм выпадает в тёплый период. Устойчивый снежный покров устанавливается в первой декаде ноября и держится до конца апреля — начала мая.

### Часовой пояс
Усть-Кожа, как и вся Архангельская область, находится в часовой зоне МСК (московское время). Смещение применяемого времени относительно UTC составляет +3:00.

## Население
| 2002 | 2010 | 2012 |
| ---- | ---- | ---- |
| 439  | ↘363 | ↘361 |

### Национальный состав
Согласно результатам переписи 2002 года, в национальной структуре населения русские составляли 98 %.